# Червона Могила
48°4′17″ пн. ш. 39°47′53″ сх. д. / 48.07139° пн. ш. 39.79806° сх. д.
Черво́на Моги́ла — пункт контролю через державний кордон України на кордоні з Росією.
Розташований у Луганській області, Свердловська міськрада, на станції Красна Могила у місті Червонопартизанськ на автошляху Т 1311. З російського боку розташований пункт пропуску «Гуково», Ростовська область.
Вид пункту пропуску — залізничний. Статус пункту пропуску — міжнародний.
Характер перевезень — пасажирський, вантажний.
Окрім радіологічного, митного та прикордонного контролю, пункт пропуску «Червона Могила» може здійснювати санітарний, фітосанітарний, ветеринарний та екологічний контроль.
Пункт пропуску «Червона Могила» входить до складу однойменного митного посту Луганської митниці. Код пункту пропуску — 70209 03 00 (12).

## Закриття пункту пропуску
5 червня 2014 року Кабінет Міністрів України з міркувань громадської безпеки та з метою запобігання виникненню загрози життю та здоров'ю населення внаслідок небезпечних подій, які відбуваються на окремих територіях, ухвалив рішення про припинення руху через цей пункт пропуску (а також через сім інших пунктів на російсько-українському кордоні).